# Ievgueni Kovaliov
Ievgueni Aleksàndrovitx Kovaliov (en rus Евгений Александрович Ковалёв) (Moscou, 6 de març de 1989) és un ciclista rus, professional des del 2009 al 2014. Ha combinat amb el ciclisme en pista on ha obtingut una medalla als Campionats del Món i diverses proves de la Copa del Món.

## Palmarès en ruta
- 2009
  - Vencedor d'una etapa de la Bałtyk-Karkonosze Tour
- 2010
  - Vencedor d'una etapa del Gran Premi d'Adiguèsia
- 2013
  - Vencedor d'una etapa de la Volta a Costa Rica
- 2014
  - Vencedor d'una etapa del Gran Premi Udmúrtskaia Pravda
  - Vencedor d'una etapa del Friendship People North-Caucasus Stage Race

## Palmarès en pista
- 2007
  -  Campió del món júnior en Madison (amb Alexander Petrovskiy)
- 2009
  -  Campió d'Europa sub-23 en Persecució per equips (amb Alexander Petrovskiy, Artur Ierxov i Valeri Kaikov)
- 2011
  -  Campió de Rússia en Persecució per equips (amb Aleksandr Serov, Ivan Kovaliov i Aleksei Màrkov)
- 2013
  -  Campió de Rússia en Persecució per equips (amb Aleksandr Serov, Artur Ierxov i Ivan Savitskiy)

### Resultats a laCopa del Món
- 2010-2011
  - 1r a Pequín, en Persecució per equips
- 2011-2012
  - 1r a Astanà i Pequín, en Persecució per equips
- 2012-2013
  - 1r a Aguascalientes, en Persecució per equips